# Polabes (tribu)
 (juin 2025).
Ne doit pas être confondu avec Polabes.
Les Polabes étaient une tribu léchitique constitutive des Obotrites qui vivaient entre la Trave et l'Elbe. La principale ville polabe était Racisburg (aujourd'hui Ratzeburg), portant le nom de leur prince Ratibor. Les Polabes étaient parents des Drévanes (en), qui vivaient à Lüchow-Dannenberg.
En 1139, Henri le Lion accorda la « Polabie » au comte Henri de Badewide (en). La tribu a ensuite été germanisée et assimilée au cours des siècles suivants. Les derniers vestiges des Polabes, y compris la langue polabe, ont disparu au XVIIIe siècle. Les vestiges culturels des Polabes de Basse-Saxe comprennent de nombreux villages de la région basés sur des formes de peuplement slaves.